# ودر ریپورت
وِدر ریپورت (انگلیسی: Weather Report) (به معنی گزارش آب‌وهوا) گروه موسیقی جاز فیوژن آمریکایی فعال در دهه‌های ۷۰ و ۸۰ میلادی بود. این گروه از برجسته‌ترین آغازگران جاز فیوژن به‌شمار می‌رود.